# Coldrain
I Coldrain (コールドレイン?, Kōrudorein, stilizzato in coldrain) sono un gruppo musicale giapponese formatosi nel 2007 a Nagoya.
Nel loro stile uniscono elementi melodici alternative ad altri più duri e aggressivi tipici dell'hardcore punk e del metal.
Dopo i primi due album pubblicati solo in Giappone, il gruppo ha debuttato internazionalmente nel 2014 con The Revelation, pubblicato da Hopeless Records e da Sony.

## Storia del gruppo

### Il successo in Giappone (2007-2013)
Il gruppo è formato da cinque ragazzi giapponesi nel 2007 a Nagoya, provenienti da due diversi gruppi musicali locali di cui uno scioltosi da poco. Iniziano suonando nella loro città distribuendo i loro demo durante le esibizioni. I Coldrain si caratterizzano per l'uso della lingua inglese nelle proprie canzoni, nonostante siano una band giapponese. Il cantante, Masato, principale autore della musica e dei testi, è infatti nato da padre giapponese e madre statunitense e parla sia giapponese che inglese.
Dopo aver firmato un contratto con l'etichetta discografica giapponese VAP, il gruppo pubblica i primi due singoli, Fiction e 8AM (quest'ultimo utilizzato nell'anime Hajime no Ippo New Challenger come sigla di chiusura della seconda serie), rispettivamente il 5 novembre 2008 e il 5 gennaio 2009. Nell'estate dello stesso anno si esibiscono al Summer Sonic Festival, per tornare poi in studio di registrazione per completare il loro primo album in studio, Final Destination, uscito il 28 ottobre 2009.
Il 23 giugno 2010 pubblicano l'EP Nothing Lasts Forever. La canzone We're Not Alone contenuta nell'EP viene utilizzata come sigla iniziale dell'anime Rainbow, mentre Die Tomorrow viene inclusa nella colonna sonora del videogioco calcistico PES 2011.
Il 16 febbraio 2011 pubblicano il loro secondo album in studio The Enemy Inside, a cui segue un tour in Giappone, culminato il 7 dicembre 2011 nella pubblicazione del loro primo DVD intitolato Three Days of Adrenaline.
Nel 2012 i Coldrain formano insieme a SiM e Hey-Smith il supergruppo Triple Axe con cui partecipano a vari festival e tour.
Il 20 aprile 2012 il gruppo pubblica un nuovo brano, No Escape, che viene utilizzato nel trailer ufficiale del videogioco Resident Evil: Operation Raccoon City e proveniente dal nuovo EP, Through Clarity, pubblicato il 4 luglio successivo. L'EP è stato prodotto da David Bendeth, famoso per le sue collaborazioni con artisti internazionali come Paramore, All Time Low e A Day to Remember. Durante l'estate tornano ad esibirsi al Summer Sonic Festival. Il 30 novembre dello stesso anno i Coldrain annunciano che saranno in studio da dicembre a febbraio per registrare con David Bendeth il loro terzo album in studio. L'album, intitolato The Revelation, è stato pubblicato il 17 aprile 2013.

### Il debutto internazionale (2014-2017)

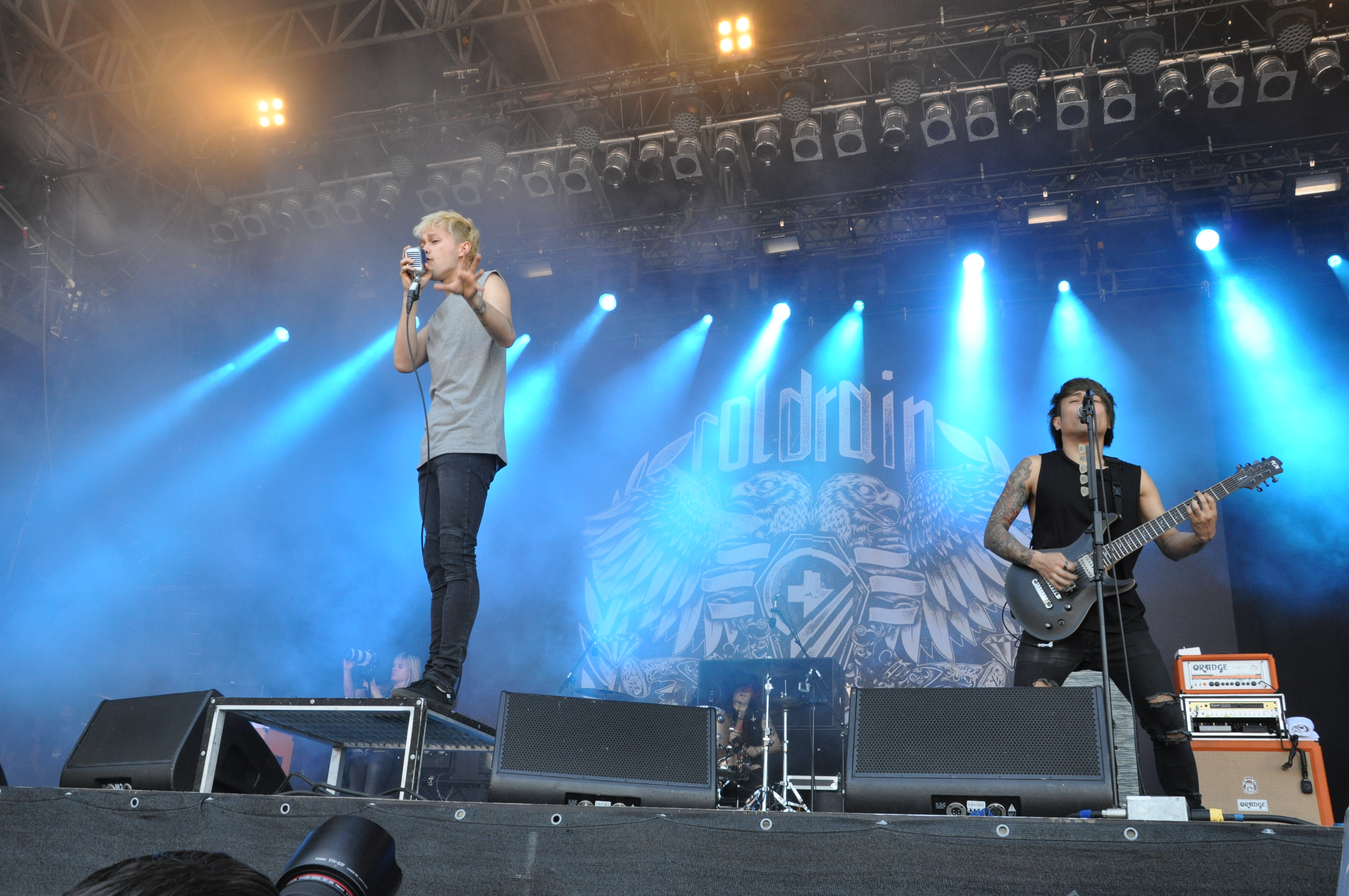
I Coldrain al Rock am Ring del 2014

Nel dicembre 2013 i Coldrain firmano un contratto discografico con Raw Power Management, compagnia britannica che può vantare la collaborazione con gruppi internazionali come Bullet for My Valentine, Bring Me the Horizon, Of Mice & Men e Crossfaith. Ciò permetterà al gruppo di intraprendere tra febbraio e marzo 2014 un tour europeo con i Bullet for My Valentine e i Chiodos. Successivamente vengono annunciate anche alcune date da headliner nel Regno Unito, insieme alla pubblicazione in Europa dell'EP Trough Clarity, avvenuta il 27 gennaio 2014, con la possibilità di scaricare gratuitamente il brano Inside of Me se si è preordinato l'EP.
Il 21 febbraio 2014 viene annunciata l'uscita del DVD The Score 2007-2013, mentre il 30 aprile viene pubblicato il primo album dal vivo dei Coldrain, intitolato Evolve. L'album viene reso disponibile anche in DVD e, per la prima volta per il gruppo, in Blu-ray Disc. Sempre nello stesso periodo arriva la notizia della loro partecipazione al Rock am Ring, al Rock im Park e al Download Festival nel giugno 2014. Il 9 aprile viene annunciato che i Coldrain hanno firmato un contratto con l'etichetta discografica statunitense Hopeless Records per una nuova edizione del loro terzo album, The Revelation, che per la prima volta viene pubblicato in tutto il mondo. Lo stesso giorno viene pubblicato da Hopeless l'omonimo singolo The Revelation. L'edizione internazionale dell'album viene pubblicata successivamente il 23 giugno in Europa e il 24 giugno in Nord America. Viene inoltre annunciata una pubblicazione dell'album anche in Australia, fissata per l'8 agosto dello stesso anno, accompagnata dalla notizia che il gruppo si sarebbe esibito durante l'edizione 2015 del Soundwave Festival. Il 18 giugno 2014 viene pubblicato in Giappone il loro terzo EP, Until the End.
Il 28 agosto 2015 viene annunciato il titolo del quarto album in studio dei Coldrain, Vena, la cui pubblicazione è avvenuta il 21 ottobre 2015 in Giappone e il 23 ottobre nel resto del mondo. Il disco è stato promosso, a partire da settembre e sino ad agosto 2016, dal primo tour mondiale da headliner della band, durante il quale partecipa per la prima volta al Warped Tour, con date in tutti gli Stati Uniti d'America. Nel 2016 viene pubblicato il CD singolo Vena II, stampato in edizione limitata con un DVD contenente uno dei concerti del recente tour mondiale del gruppo.

### La firma con la Warner Music (2017-presente)
L'11 ottobre 2017 viene pubblicato il quinto album di inediti Fateless, il primo pubblicato da Warner Music Japan, anticipato dal singolo Envy. Feed the Fire, secondo singolo estratto dal disco, viene inoltre utilizzato come tema d'apertura dell'anime Ousama Game The Animation. Si tratta del primo disco dei Coldrain pubblicato senza la VAP, con la quale il gruppo aveva debuttato dieci anni prima.
Il 7 febbraio 2018 come parte di Triple Axe pubblicano il DVD Triple Axe Tour '17. Il 26 settembre 2018 esce 20180206 Live at Budokan, secondo album dal vivo e terzo DVD del gruppo. Il 12 dicembre 2018 pubblicano il singolo Revolution che viene utilizzato come tema principale per il videogioco arcade Mobile Suit Gundam: Extreme Vs. 2, il video musicale di questa canzone viene pubblicato il 25 gennaio 2019.
Nel 2019 suonano in Europa al Rock am Ring, Rock im Park e al Download Festival. Anticipato dai singoli Revolution, Coexist, January 1st e The Side Effects, il 28 agosto 2019 viene invece pubblicato il sesto album in studio The Side Effects, a cui segue il tour omonimo in Giappone. Il 28 ottobre 2020 viene pubblicato il DVD Live & Backstage at Blare Fest. 2020, contenente l'esibizione del gruppo al Blare Fest nell'inverno 2020. La loro canzone Mayday, con il featuring di Ryo Kinoshita dei Crystal Lake, viene utilizzata come sigla di apertura per l'anime Fire Force nel 2019 per gli episodi 15-24 della prima stagione. Dall'album The Side Effects pubblicano anche i singoli con video musicale See You e Speak.
Nel 2020 i loro concerti vengono annullati a causa della pandemia di COVID-19. Il 23 dicembre 2020 pubblicano come Triple Axe, con SiM e Hey-Smith, l'EP 15 Maniax disponibile come CD e DVD o Blu-Ray. Tornano sui palchi l'anno seguente con il tour Setlist Election.
Il 7 agosto 2021 i Coldrain annunciano la pubblicazione del singolo Paradise (Kill the Silence) per il 17 settembre e il seguente Paradise Tour per i mesi di ottobre e novembre in Giappone. Paradise (Kill the Silence) viene pubblicato come EP contenente, oltre al singolo dallo stesso titolo, anche altre cinque versioni della stessa canzone ma togliendo una traccia dalla registrazione. Il 28 gennaio 2022 pubblicano anche il video dal vivo del nuovo brano, estratto dalla loro esibizione all'Usen Studio Coast a Tokyo il 16 novembre 2021. Nel 2021 il supergruppo Triple Axe viene premiato come miglior gruppo punk.
A fine gennaio anticipano che sono al lavoro in studio per registrare un nuovo album. Il 10 febbraio il gruppo da la notizia che sono stati scelti per eseguire la sigla d'apertura dell'anime Bastard!!, pubblicato a giugno su Netflix. I Coldrain pubblicano una serie di video dal vivo di singoli precedenti che formano Three Elements.
Il 20 marzo 2022 il produttore Michael Baskette informa i fan del gruppo che la registrazione e produzione dell'album è conclusa. Il 16 aprile i Coldrain rivelano il titolo del loro nuovo album, Nonnegative, e pubblicano il singolo Calling. L'8 giugno viene pubblicato il singolo Before I Go con il relativo video musicale. Bloody Power Fame viene brevemente anticipato il 15 giugno e poi pubblicato il 30 giugno insieme alla serie animata Bastard!! Il 6 luglio viene pubblicato il singolo Cut Me insieme all'album, Nonnegative contiene anche una cover di Don't Speak dei No Doubt.
Il 5 settembre annunciano una nuova edizione del Blare Fest che ha avuto luogo il 4 e 5 febbraio 2023 a Nagoya. Tra i gruppi che vi prendono parte ci sono: Hoobastank, Wargasm, Don Broco, Crystal Lake, Man with a Mission, TK from Ling tosite sigure, Chanmina, Tokyo Ska Paradise Orchestra, Maximum the Hormone e SiM.
Il 15 gennaio 2023 il gruppo da notizia della partecipazione al tour australiano insieme a Papa Roach e The Used. Il 2 febbraio i Coldrain annunciano il loro quinto concerto registrato dal vivo 15x(5+U) Live at Yokohama Arena, registrato il 16 ottobre 2022 a Yokohama Arena, lo stesso 2 febbraio pubblicano anche il video dal vivo di Calling tratto dallo stesso concerto; inizialmente previsto per la pubblicazione il 19 aprile 2023, viene rimandato al 17 maggio 2023 per la mancanza di un accordo riguardo ai diritti di licenza per la canzone Don't Speak dei No Doubt. Dal 25 gennaio 2024 l'album 15x(5+U) Live at Yokohama Arena è disponibile sulle piattaforme di streaming musicale. La loro canzone Help Me Help You, tratta dall'album Nonnegative, viene utilizzata come tema musicale del dorama del 2023 The New King of Minami (新・ミナミの帝王?, Shin minaminoteiō). La loro canzone New Dawn viene utilizzata come sigla di apertura per la seconda stagione di Bastard!! ed è stata pubblicata come singolo il 2 agosto 2023.
Il 10 febbraio 2024 i Coldrain hanno eseguito il singolo Vengeance durante il concerto "Home Coming" al Nippon Gaishi Hall a Nagoya, subito dopo nello stesso giorno hanno pubblicato il relativo video musicale, questa canzone è usata come sigla di apertura della serie animata Ninja Kamui. Nello stesso concerto hanno annunciato il tour "FDXV+" per maggio 2024 in cui eseguono il loro primo album, inoltre è stato messo in vendita in formato CD in edizione limitata la ri-registrazione di Final Destination con incluso Vengeance. Tra febbraio e marzo 2024 si esibiscono in tour in Europa, anche come gruppo di supporto nel tour europeo dei Electric Callboy.

## Stile e influenze
All'inizio della sua carriera il gruppo suonava brani assimilabili al rock alternativo e soprattutto al post-hardcore. Dal terzo album, The Revelation, la musica dei Coldrain è stata invece definita come un mix di alternative metal, metalcore e screamo. Secondo altri critici alcune influenze richiamano invece generi come il pop punk, il gruppo è stato associato a gruppi come My Chemical Romance, Pay Money to My Pain, Asking Alexandria, Destroy Rebuild Until God Shows, Bullet for My Valentine e A Day to Remember.
Alternano un cantato melodico a scream aggressivi tipici del post-hardcore, accompagnati da parti di chitarra richiamanti i classici riff del metalcore e del thrash metal. A partire dall'album The Side Effects il gruppo ha cominciato a includere un maggiore uso dell'elettronica e del rapping nelle proprie canzoni. Nonostante siano giapponesi, tutte le loro canzoni sono scritte e cantate in lingua inglese.

## Formazione
- Masato David Hayakawa (マサト?, Masato) – voce
- Ryo Yokochi (ヨコチ?, Y.K.C) – chitarra solista, programmazione
- Kazuya Sugiyama (スギ?, Sugi) – chitarra ritmica, voce secondaria
- Ryo Shimizu (リョウ?, RxYxO) – basso, voce secondaria
- Katsuma Minatani (カツマ?, Katsuma) – batteria, percussioni

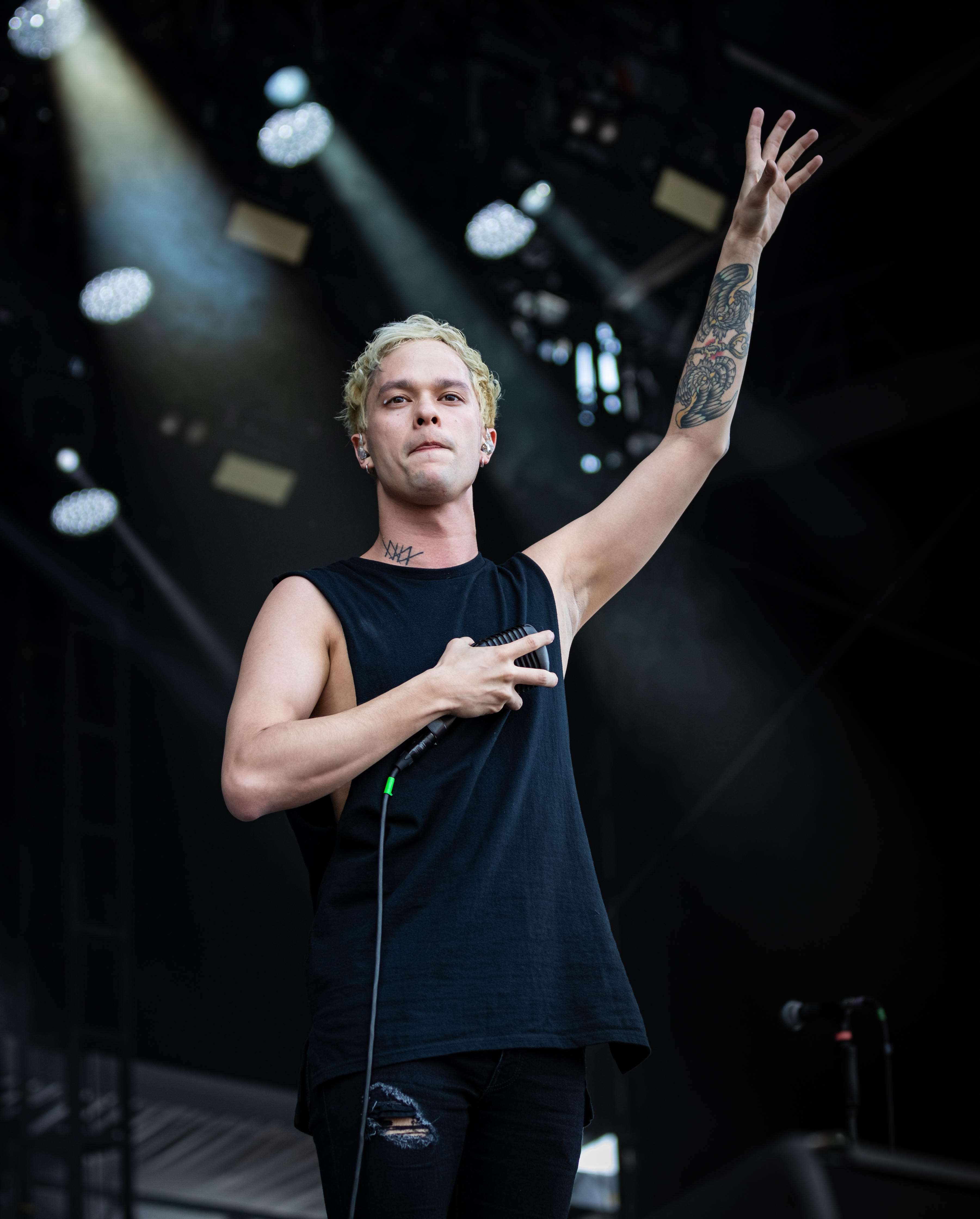
Masato
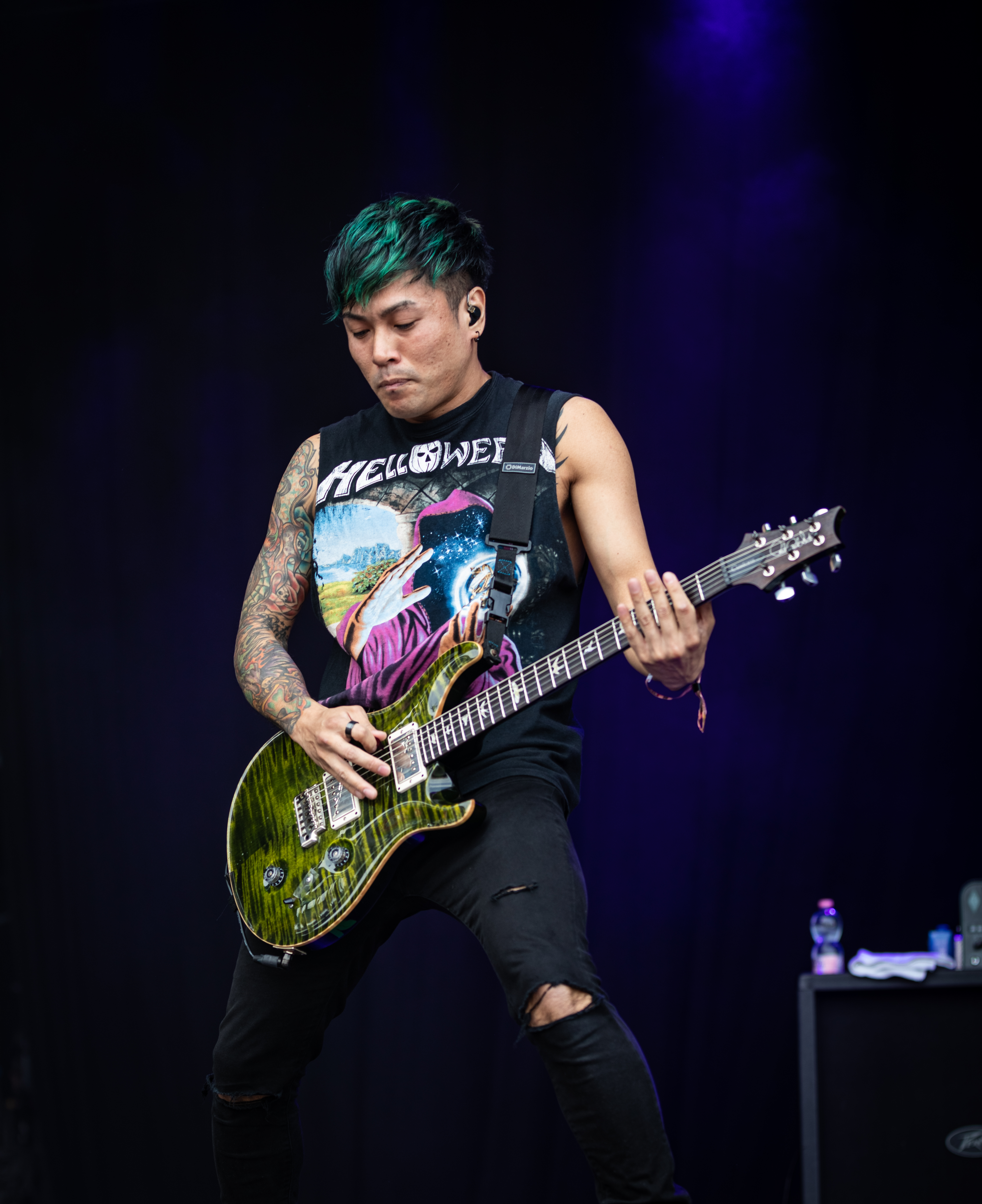
Sugi
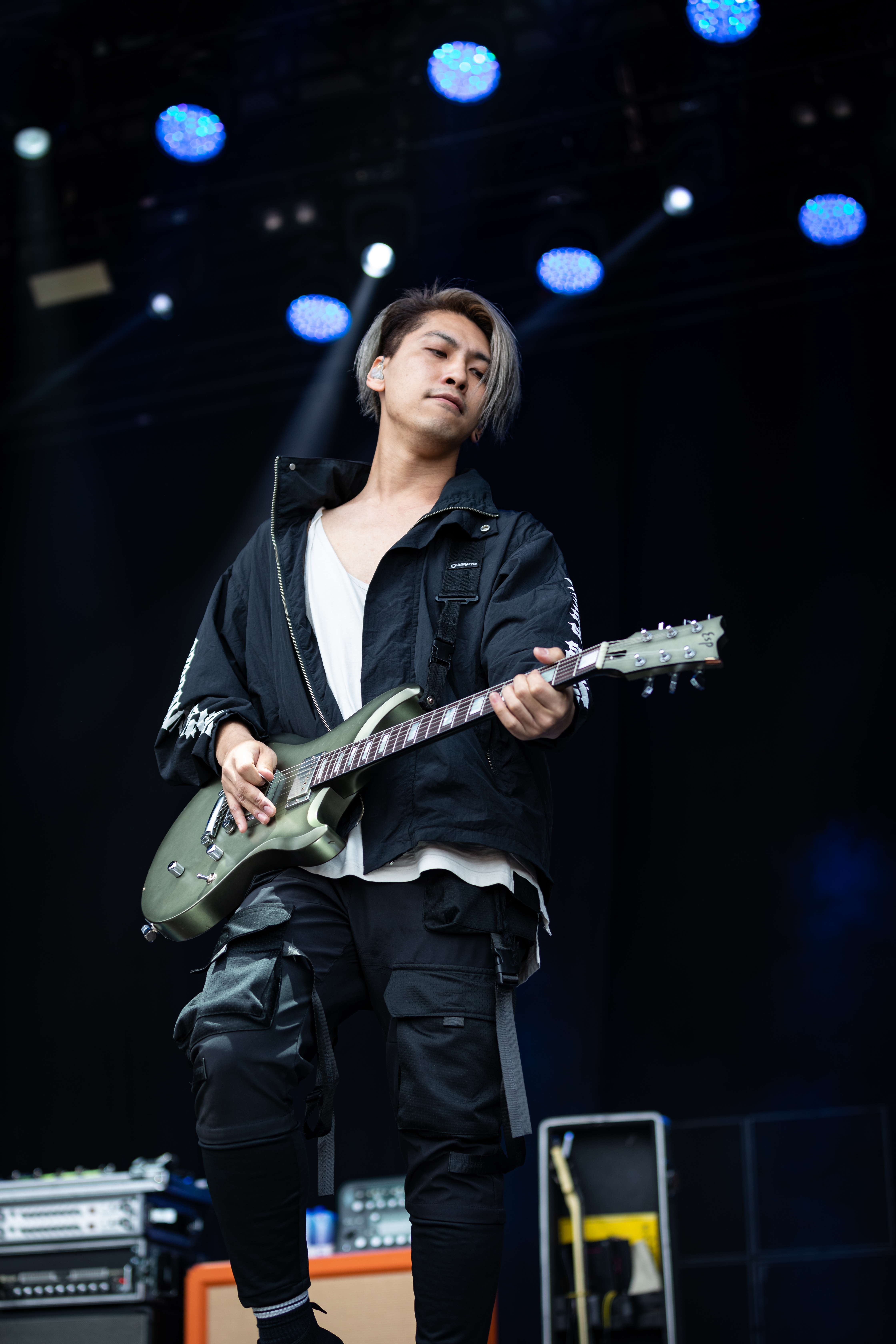
Y.K.C
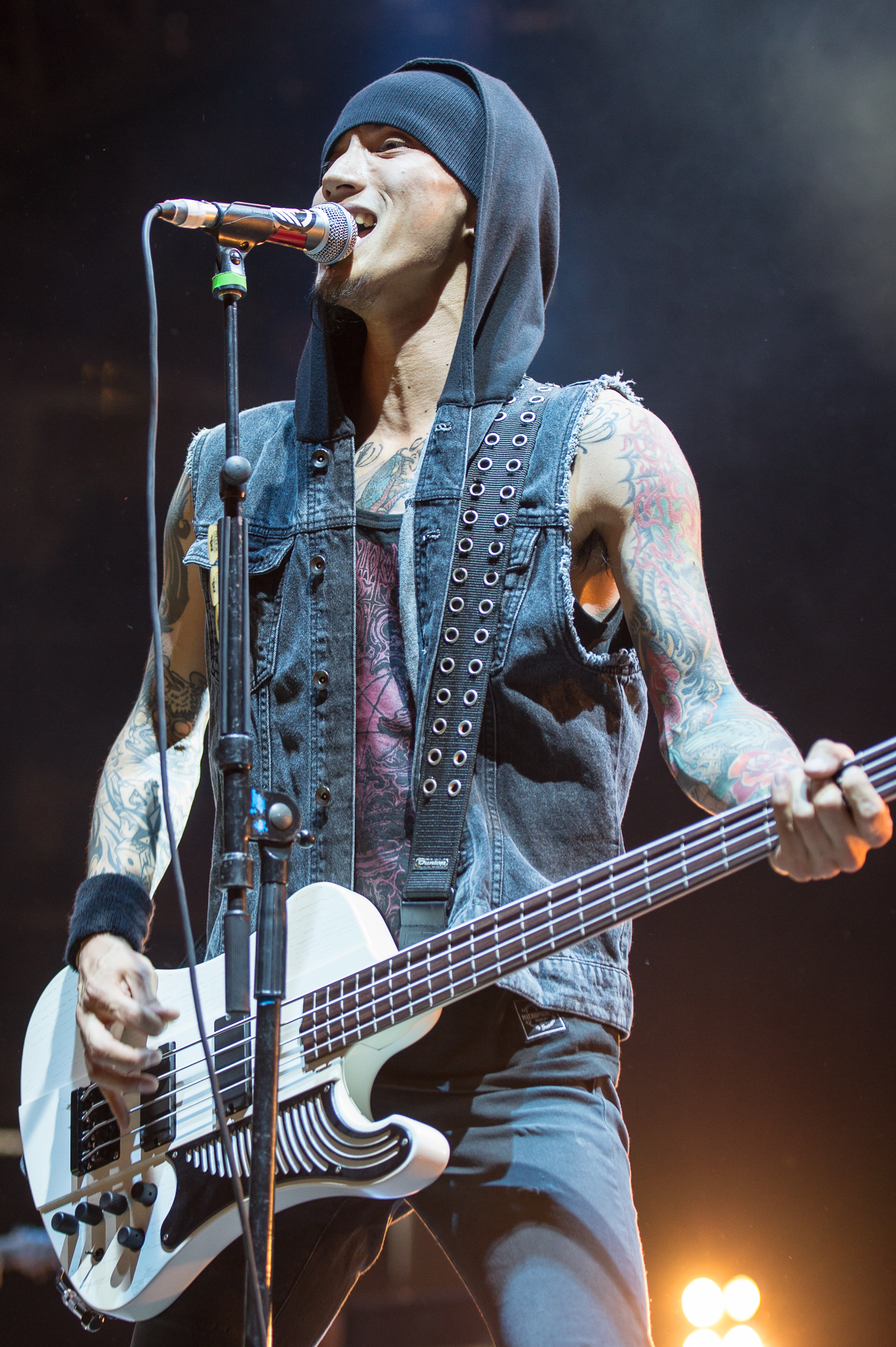
RxYxO
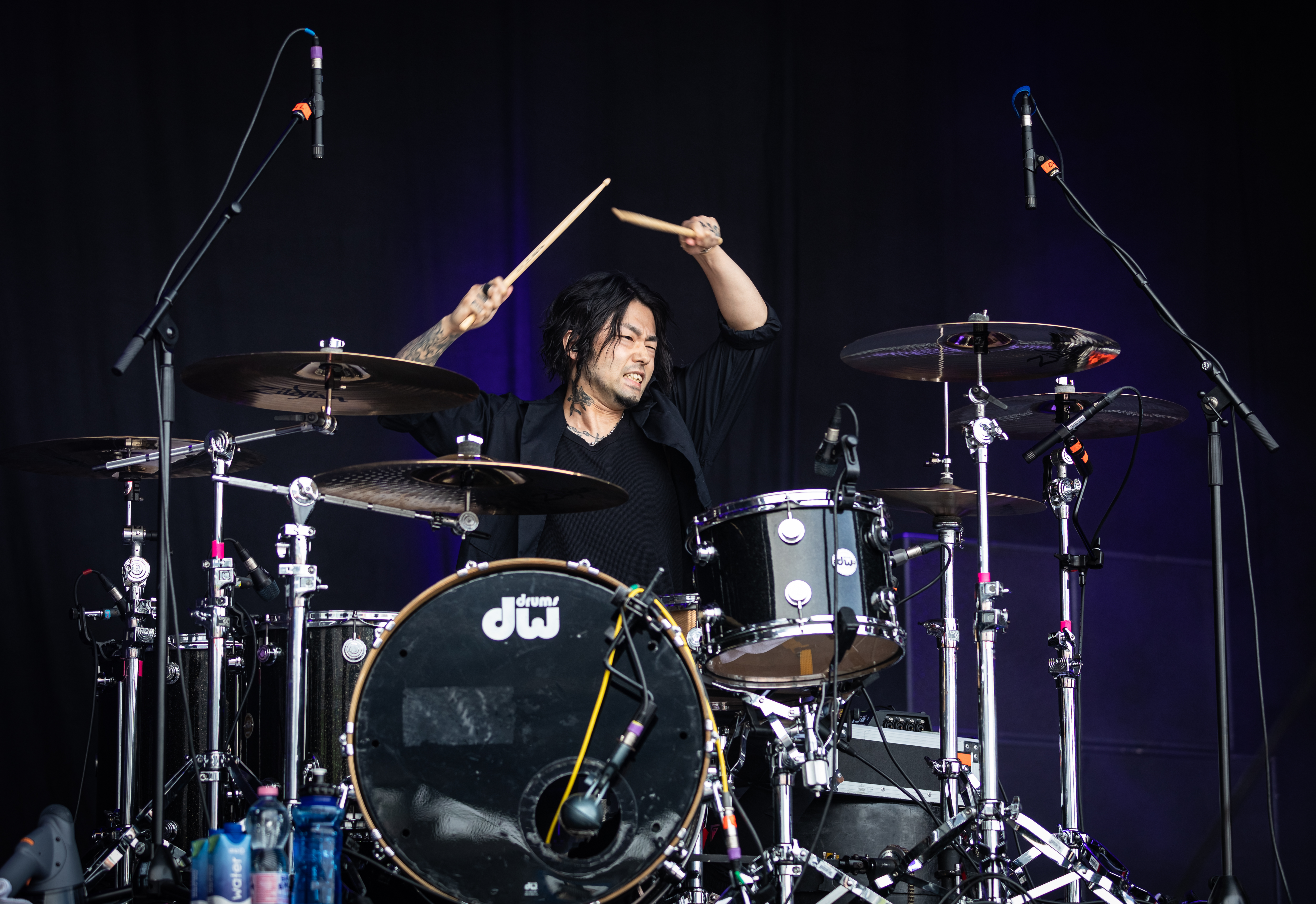
Katsuma

## Discografia

### Album in studio
- 2009 – Final Destination
- 2011 – The Enemy Inside
- 2013 – The Revelation
- 2015 – Vena
- 2017 – Fateless
- 2019 – The Side Effects
- 2022 – Nonnegative

### Album dal vivo
- 2011 – Three Days of Adrenaline
- 2014 – Evolve
- 2018 – 20180206 Live at Budokan
- 2020 – Live & Backstage at Blare Fest. 2020
- 2023 - 15x(5+U) Live at Yokohama Arena

### EP
- 2010 – Nothing Lasts Forever
- 2012 – Through Clarity
- 2014 – Until the End
- 2021 – Paradise (Kill the Silence)

## Apparizioni in compilation
- 2009 – Hajime no Ippo New Challenger Original Soundtrack (はじめの一歩?) - con 8AM
- 2010 – RAINBOW Nisharokubo no Shichinin Original Soundtrack (二舎六房の七人 オリジナル・サウンドトラック?) - con We're Not Alone
- 2010 – PES 2011 Colonna sonora - con Die Tomorrow
- 2011 – Fuck the Border Line (ファック・ザ・ボーダー・ライン?) - con Chandler
- 2012 – Vans Compilation Loud Session!!!! Vans x Bands 2 - con Six Feet Under
- 2015 – Shinjuku Swan Inspired Tracks (新宿スワン INSPIRED TRACKS?) - con Evolve
- 2016 – 2016 Warped Tour Compilation - con Wrong
- 2019 – ROTTENGRAFFTY "Mouse Trap" Tribute Album - con Elevator